# Юсупова Зінаїда Миколаївна
Княжна, потім княгиня Зінаїда Миколаївна Юсупова (нар. 2 жовтня [20] вересня 1861, Санкт-Петербург, Російська імперія — пом. 24 листопада 1939, Париж, Франція) — найбагатша російська спадкоємиця свого часу, остання з роду Юсупових, велика благодійниця. Остання перед націоналізацією власниця підмосковної садиби Архангельське. Кавалерственна дама баварського Ордена Терези (1880).

## Біографія

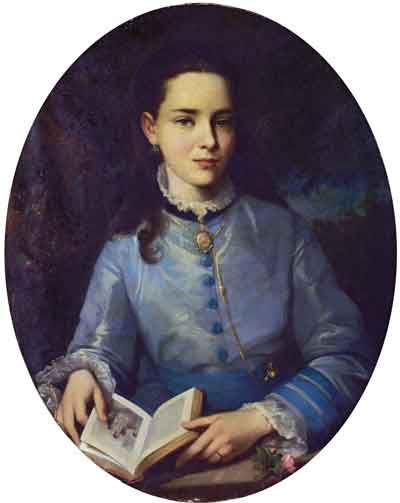
Зінаїда в юності

Дочка Миколи Борисовича Юсупова, останнього представника роду князів Юсупових по чоловічій лінії; по матері, Тетяни Олександрівни — онука графа О. І. Рібоп'єра. В сім'ї народилося троє дітей: Борис (помер у дитинстві), Зінаїда і Тетяна. Ім'я, згідно юсуповської традиції, отримала на честь бабці, графині де Шово. Завдяки батькам, будинок яких був відкритий для людей науки і мистецтва, княжни отримали прекрасну освіту і виховання. Вже в сім років Зінаїда могла прийняти гостей і підтримати світську розмову.
Князь Фелікс пізніше писав у своїх спогадах: «Матінка була чудова. Висока, тонка, витончена, смаглява і чорноволоса, з блискучими, як зірки, очима. Розумна, освічена, артистична, добра. Перед її чарами ніхто не зміг устояти». Одна з блискучих красунь Петербурга, єдина спадкоємиця величезного стану, княжна Юсупова була найзавидніша нареченою Російської імперії. Микола Борисович сподівався, що донька зробить партію.
|  | Її руки просили знамениті європейці, в тому числі найясніші, однак вона відмовила всім, бажаючи вибрати чоловіка за своїм смаком. Дід мріяв побачити доньку на троні і тепер засмучувався, що вона не честолюбна. |

Наприкінці 1870-х років до Юсупової сватався князь Олександр Баттенберг, але знаючи, що той тільки домагається її грошей, вона просто відмовила йому. О. О. Ігнатьєв у своїх мемуарах зазначав, що незважаючи на те, що княжна була «настільки красива з посивілим з ранніх років волоссям, що обрамляло лице, осяяне променистими сірими очима», і гвардійські офіцери «багатими нареченими<> не гребували», до неї свататися побоювалися «з боязні заплямувати себе шлюбом за розрахунком».
|  | «Якимось друзям вдалося, нарешті, переконати одного з Кавалергардських офіцерів, хоч і недалекого, але багатого, що носив вже подвійне прізвище Сумарокова-Ельстона, одружитися з Юсуповою. Недурна і чарівна дружина зробила кар'єру цьому пересічному гвардійцю, але розуму, звичайно, йому додати не змогла». |

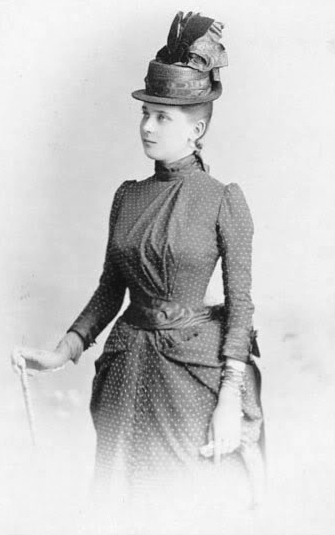
Зінаїда Юсупова у 18 років

Навесні 1882 року Зінаїда Миколаївна стала дружиною графа Фелікса Сумарокова-Ельстона, сина графа Фелікса Миколайовича Сумарокова-Ельстон і графині Олени Сергіївни Сумарокової, якому після весілля найвищим указом було надане право йменуватися подвійним титулом — князем Юсуповим, графом Сумароковим-Ельстоном. Шлюб був щасливим, незважаючи на різницю характерів. Їх син Фелікс писав, що «він був насамперед солдатом і не був не в захваті від інтелектуальних кол, де подобалося бувати його дружині», і з любові до чоловіка мати була змушена пожертвувати своїми особистими смаками".
Будучи провідною фігурою в передреволюційному світському суспільстві, княгиня Юсупова прославилася не тільки красою, але і щедрістю гостинності. Юсупови жили широко, влаштовуючи грандіозні бали та прийоми, на які запрошувалися члени імператорської родини і представники іноземних родів.
Зінаїда Миколаївна любила відвідувати бали і чудово виконувала російські танці. Юсупови брали участь у знаменитому костюмованому балі в Зимовому палаці в лютому 1903 року. Великий князь Олександр Михайлович пізніше згадував: «На балу йшло змагання за першість між великою княгинею Єлизаветою Федорівною (Еллою) і княгинею Зінаїдою Юсуповою. Моє серце нило при вигляді цих двох „навіжених захоплень“ моєї ранньої молодості. Я танцював всі танці з княгинею Юсуповою до тих пір, поки черга не дійшла до „російської“. Княгиня танцювала цей танець найкраще за будь-яку справжню балерину, на мою ж долю випали оплески і мовчазне захоплення». Йому вторив Фелікс Юсупов, повідомляючи, що матінка «танцювала так прекрасно», що «її викликали п'ять разів».

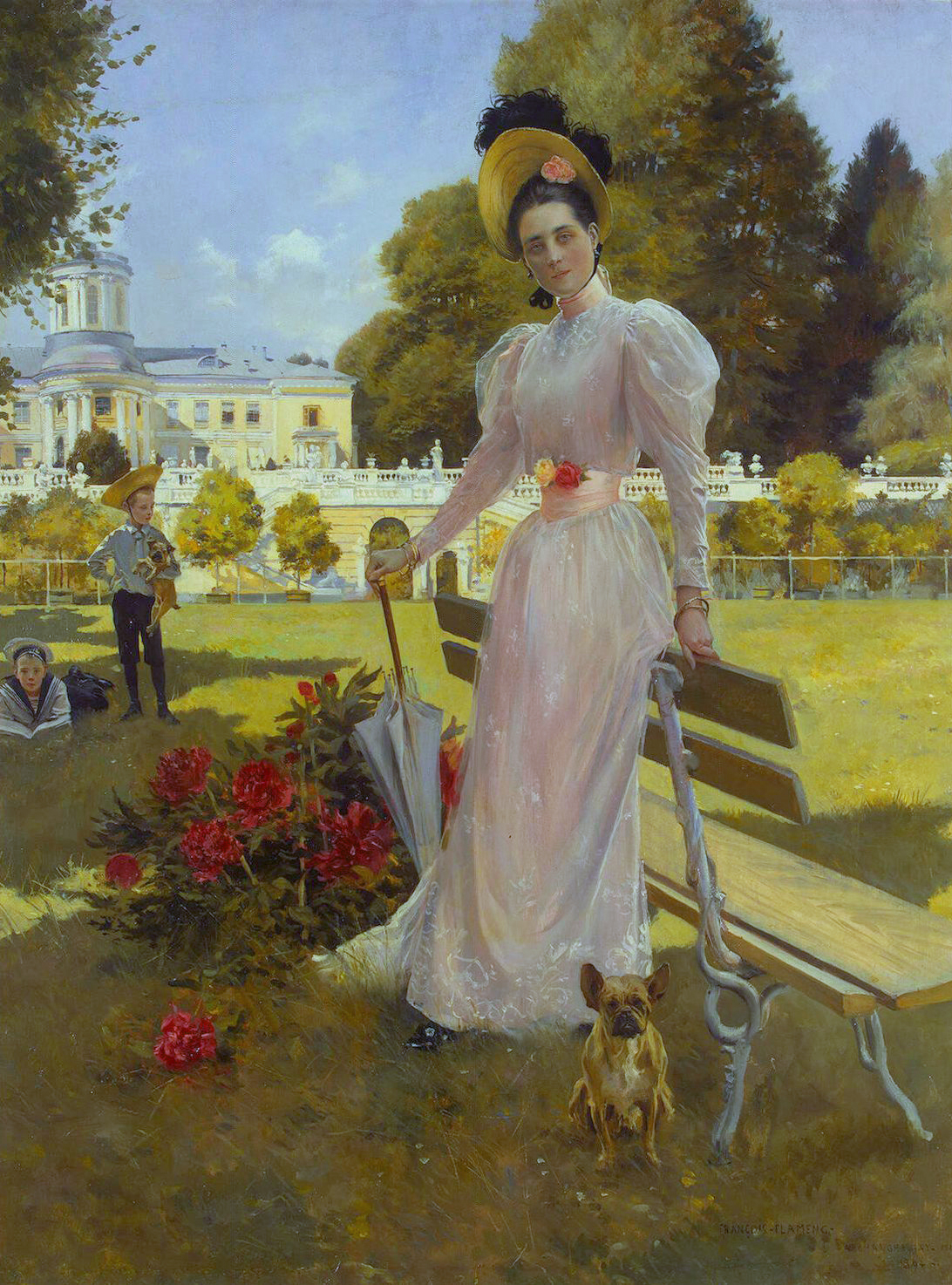
Ф. Фламенг. Княгиня Юсупова з синами в Архангельському (1894)

Багато часу, сил і коштів княгиня Юсупова витрачала на благодійну діяльність. Під її патронажем знаходився цілий ряд установ: притулки, лікарні, гімназії, церкви, причому не тільки в Петербурзі, але і по всій країні. Під час російсько-японської війни Зінаїда Миколаївна була шефом військово-санітарного поїзда на фронті, а в палацах і маєтках Юсупових були організовані санаторії та лікарні для поранених. Будучи членом комітету зі влаштування в Москві Музею витончених мистецтв, вона пожертвувала кошти й предмети мистецтва на створення греко-римського залу, який носив згодом її ім'я. Великий князь Олександр Михайлович, що знав Зінаїду Миколаївну з юнацьких років, писав: «Жінка рідкісної краси і глибокої духовної культури, вона мужньо переносила тяготи свого величезного статку, жертвуючи мільйони на справи благодійності і намагаючись полегшити людські потреби».
Старший син княгині, Микола, був убитий на дуелі в 1908 році, ця подія викликала нервовий розлад і кинуло тінь на всю решту її життя. Сім'я Юсупових була особливо близька з великим князем Сергієм Олександровичем і його дружиною Єлизаветою Федорівною. Їх підмосковні маєтки знаходилися по сусідству, а Юсупов був ад'ютантом великого князя. Теплі ставлення було і з обома імператрицями, але в останні роки перед революцією Зінаїда Миколаївна стала серйозним критиком імператриці Олександри Федорівни через захоплення останньої Распутіним, що призвело до повного їх розриву. Про їх останню зустрічі влітку 1916 року і «холодному прийомі» її син Фелікс Юсупов писав: «… цариця, мовчки слухала її, піднялася і попрощалася з нею зі словами: „Сподіваюся, я більше ніколи вас не побачу“».

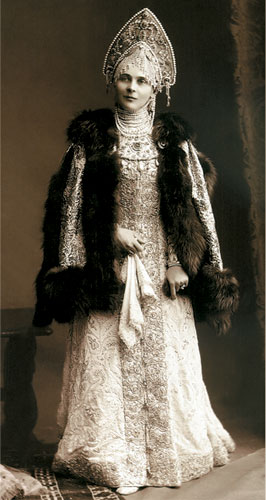
На костюмованому балу 1903 року

Незабаром після початку заворушень Юсупови покинули Петербург і поселилися в Криму. Перед захопленням Криму більшовиками, 13 квітня 1919 року вони покинули Росію (разом з родиною великого князя Олександра Михайловича) на британському лінкорі «Мальборо» і емігрували до Італії. Старші Юсупови жили в Римі, син з невісткою та онукою переїхали в Лондон.
На відміну від багатьох російських емігрантів, Юсупови змогли вивезти за кордон ряд цінностей і мали там деяку нерухомість. Зінаїда Миколаївна продовжила займатися благодійністю, за її сприяння було створено бюро копальних роботів, безкоштовна їдальня для емігрантів, білошвейна майстерня.
Журналіст П. П. Шостаковський, що зустрічався з Юсуповою в 1920-ті роки, писав: «Найбільш з них розумною і досвідченою виявилася стара Юсупова. <…> Стара княгиня не згадувала минулого. …Коротше кажучи, не тільки прийняла як неминуче таке становище, але і намагалася полегшити іншим вихід на нову дорогу, дати можливість заробити собі шматок хліба.»
Після смерті чоловіка Зінаїда Миколаївна переїхала в Париж, до сина і його дружині, де померла у 1939 році. Похована на паризькому цвинтарі Сент-Женев'єв-де-Буа поруч із сином, невісткою та онукою.

## Портрети

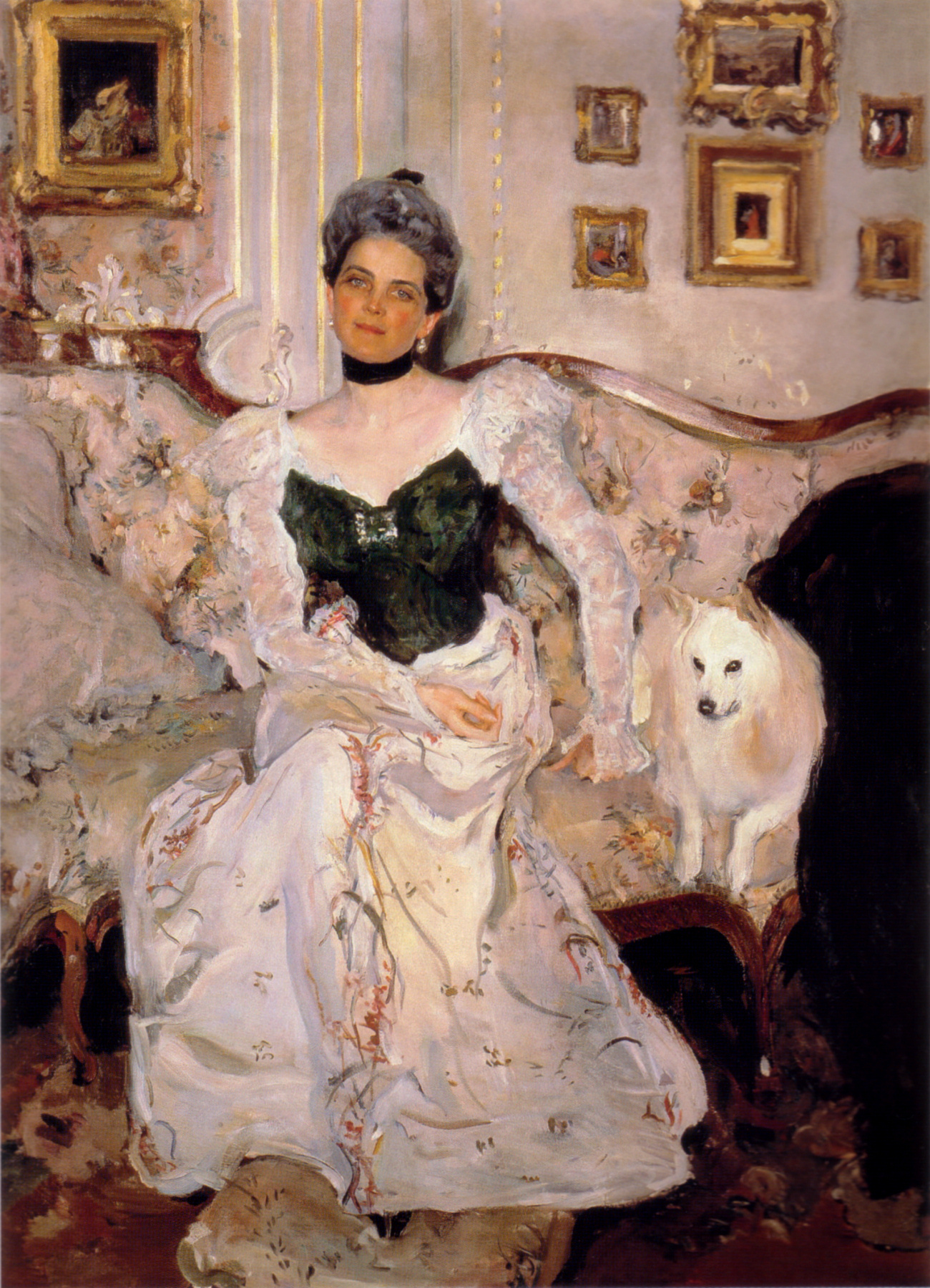
В. О. Сєров. Княгиня Юсупова в своєму палаці на Мойці, 1900 рік.

Відомі салонні портрети З. И. Юсупової пензля В. О. Сєрова, парадний портрет Франсуа Фламенга, на якому вона зображена зі знаменитою перлиною «Пелегріна», а також робота К. Є. Маковського «Портрет княгині Зінаїди Миколаївни Юсупової в російському костюмі». Крім того, княгиню і її сім'ю писали художники: В. К. Штембер, М. П. Богданов-Бєльський, К. П. Степанов, М. М. Беккер.
У 1883 році І. К. Макаров, можливо, з нагоди шлюбу Зінаїди Миколаївни, написав великий парадний портрет Юсупової (Російський музей).
Французький живописець Франсуа Фламенг у червні 1894 року, перебуваючи в садибі Архангельське, виконав два портрети княгині: сидить у кріслі і прогулюється з двома синами на тлі парку і палацу в Архангельському.
«Портрет З. М. Юсупової в російському костюмі» роботи К. Є. Маковського, написаний близько 1895 року у властивій автору манері барвистих, театральних полотен в «російському стилі», знаходився в кабінеті князя Ф. Ф. Юсупова-Сумарокова-Ельстон в будинку у Великому Харитоньєвському провулку. Нині зберігається в державному історичному музеї.
«Портрет княгині З. М. Юсупової» В. О. Сєрова вперше експонувався на виставці «Світ мистецтва» на початку 1902 року в Петербурзі. Портрет викликав суперечливі оцінки: І. Грабар вважав, що «слабке місце твору — композиція», Б. Терновець назвав позу «вимученою, мало зрозумілою». Цей портрет, як і інші роботи Сєрова, що відносяться до юсуповскому циклу («Портрет Ф. Ф. Юсупова на коні», «Портрет Ф. Ф. Юсупова з бульдогом» і «Портрет Н. Ф. Юсупова»), знаходиться в Російському музеї.
Більш захопленими відгуками були зустрінуті два невеликі портрети, написані пізніше. Про однину, відомий за світлиною, І. Е. Грабар писав: «То було одне з найбільш натхненних і досконалих створінь Сєрова». Нині один з них зберігається в Нижньогородському художньому музеї.

## Родина

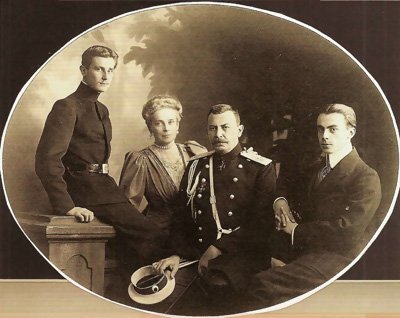
Подружжя Юсупових з синами

Навесні 1882 року княжна Зінаїда Юсупова стала дружиною графа Фелікса Сумарокова-Ельстона (1856—1928), згодом генерал-лейтенанта, главноначальствующего в Москві, начальника Московського військового округу. У шлюбі народилися четверо синів, з яких двоє померли немовлятами, а двоє досягли зрілого віку:
- Микола (1883—1908), випускник юридичного факультету Петербурзького університету. Закоханий у графиню Марину Олександрівну Гейден[13], він зібрався одружитися, але батьки були рішуче проти: дівчина користувалася поганою славою у світі[14] і вважалася поганою партією. Молоді люди планували втечу, але їм завадила мати Марини. Шлюб графині Гейден з графом Арвідом Мантейфелем не заважав їй таємно зустрічатися з Юсуповим. Ображений Мантейфель викликав Миколая на дуель, в якій той був убитий. За іншою версією, страждаючий Микола звернувся за допомогою до відомого столичного оккультиста Шинського. Той сказав, що ангел-охоронець вимагає від Миколи боротися за своє кохання, і Юсупов викликав чоловіка Марини на дуель.
- Фелікс (1887—1967); поріднився з імператором Миколою II, взявши в дружини його племінницю Ірину; також відомий участю у вбивстві Распутіна, яке мати повністю виправдала: «Ти вбив чудовисько, яке терзало всю країну. Ти правий. Я пишаюся тобою»[15].